# 條ウル神古墳
條ウル神古墳（じょううるがみこふん）は、奈良県御所市條にある古墳。形状は前方後円墳（または長方形墳）。国の史跡に指定されている。
全国で最大級の規模の横穴式石室・家形石棺を有する古墳として知られる。

## 概要
奈良盆地南西縁に築造された古墳である。南側の丘陵地では群集墳である巨勢山古墳群（総数700基以上）の分布が知られる。本古墳ではこれまでに墳丘が大きく削平を受けているほか、既往調査としては1916年（大正5年）に「條ノ古墳」として報告されたのち、近年に発掘調査が実施されている。
墳形は前方後円形（または長方形）で、前方部（南墳丘）を南南東方向に向ける。墳丘長は約70メートルを測る。埋葬施設は後円部（北墳丘）における両袖式の横穴式石室で、内部に家形石棺を据える。全長15.6メートル以上を測る大型石室であり、石棺も巨大な規模で特に石棺側面の縄掛突起を3個ずつ付すという珍しい様相である（通常は2個ずつを付す）。また前方部（南墳丘）においても別の埋葬施設の存在が推定される。出土品には須恵器片・埴輪片がある。
築造時期は、古墳時代後期の6世紀後半頃と推定される。被葬者は明らかでないが、石室・石棺の規模は五条野丸山古墳（橿原市、真の欽明天皇陵か）・石舞台古墳（明日香村、蘇我馬子墓か）に匹敵し、かつ石室・石棺の特徴が周辺の巨勢山古墳群と共通することから、巨勢山古墳群を形成した巨勢氏（許勢氏）の盟主とする説が挙げられる。具体的な人物としては巨勢猿、巨勢稲持、巨勢胡人、巨勢比良夫に比定する説等がある。
古墳域は2021年（令和3年）に国の史跡に指定されている
。

## 遺跡歴
- 1893年（明治26年）の『大和國古墳墓取調書』に記載[1]。
- 1916年（大正5年）刊行の報告書に「條ノ古墳」の名称で前方後円墳として報告[3][4][1]。
- 1972年（昭和47年）、奈良県遺跡地図で円墳として記載[1]。
- 1984年（昭和59年）、巨勢山古墳群の分布調査で、巨勢山658号墳として番号設定[1]。
- 2001年度（平成13年度）、石室所在・現状確認調査：第1次調査（御所市教育委員会、2019年に報告書刊行）[1]。
- 2005年度（平成17年度）、個人住宅建設に伴う事前調査：第2次調査（御所市教育委員会、2008年に報告）[7]。
- 2013-2016年度（平成25-28年度）、範囲確認発掘調査：第3-6次調査（御所市教育委員会、2019年に報告書刊行）[2][1]。
- 2021年（令和3年）10月11日、国の史跡に指定[6][8]。

## 埋葬施設
埋葬施設としては、後円部（北墳丘）において両袖式横穴式石室が構築されている。石室の規模は次の通り。
- 石室全長：15.6メートル以上
- 玄室：長さ7.1メートル以上、幅2.35メートル以上（奥壁側）・2.67メートル以上（中央部）・2.78メートル以上（玄門側）、高さ3.8メートル以上（試掘坑の小礫上からは4.18メートル）
- 羨道：長さ8.5メートル以上、幅1.9メートル以上（開口部）・1.76メートル以上（玄門部）、高さ：1.82メートル

石室内には厚い成水層が堆積しているため全体像は詳らかでないが、現状の規模としても同時期の五条野丸山古墳（橿原市、玄室全長8.3メートル、欽明天皇の真陵か）・石舞台古墳（明日香村、玄室全長7.6メートル、蘇我馬子の墓か）・塚穴山古墳（天理市、玄室全長7.0メートル）に匹敵する。
石室の玄室内には家形石棺を据える。石棺の蓋石の規模は全長278センチメートル（縄掛突起を除くと270センチメートル）・幅147センチメートル・高さ53センチメートルを測り、同時期の五条野丸山古墳（全長289センチメートル）などに匹敵する。また蓋石の縄掛突起は前後に1個ずつ・側面に3個ずつの計8個であり、通常の家形石棺の側面が2個ずつであるのに対して珍しい様相になる。蓋石の上部平坦面指数（上部平坦面幅の全体幅に対する割合）は37。
なお前方部（南墳丘）においても、石室・石棺石材の破片が認められることから別の埋葬施設の存在が推定されるが、後世に破壊されているため内容は詳らかでない。

## 関連文献
（記事執筆に使用していない関連文献）
- 御所市教育委員会 編『古代葛城とヤマト政権』 増補版、学生社、2012年。ISBN 978-4311203442。